# MODERN TIME
『MODERN TIME』（モダン・タイム）は、日本のシンガーソングライターである吉川晃司4枚目のオリジナル・アルバム。
1986年2月21日にSMSレコードからリリースされた。前作『INNOCENT SKY』（1985年）よりおよそ1年振りにリリースされた作品であり、プロデュースは前作に引き続き渡辺プロダクション所属の木崎賢治が担当している他、SMSレコード所属の梅鉢康弘が担当している。
本作には作詞家として安藤秀樹が参加、作曲家として原田真二および中島文明、佐藤健、安藤が参加、また10曲中3曲が吉川による作詞、4曲が吉川による作曲となっている。レコーディングは日本国内で行われ、BOØWY所属のギタリストである布袋寅泰が参加しており、SMSレコードからリリースされた後のアルバム3作すべてに参加することになった。また、吉川は布袋とともに後にCOMPLEXを結成している。
本作はオリコンアルバムチャートにおいて前作に引き続き初登場第1位を獲得、これにより吉川のアルバムは3作連続で初登場第1位を記録することとなった。本作以前にリリースされた5枚目のシングル「にくまれそうなNEWフェイス」および6枚目のシングル「RAIN-DANCEがきこえる」は収録されず、本作からは先行シングルとして「キャンドルの瞳」がリリースされ、映画『テイク・イット・イージー』（1986年）の主題歌として使用された「MODERN TIME」の他に「NERVOUS VENUS」が12インチシングルとしてそれぞれリカットされた。

## 背景
前作『INNOCENT SKY』（1985年）リリース後、吉川晃司は「85 JAPAN TOUR」と題したコンサートツアーを同年3月21日の渋谷公会堂公演から7月21日の国営昭和記念公園公演に至るまで、58都市全63公演を実施した。僅か3か月の間に63公演を行うという強行スケジュールであり、吉川はデビュー後初めてコンサート漬けの毎日を送ることとなった。同ツアーにはサポートギタリストとしてKODOMO BAND所属のうじきつよしが参加、チケットは全国すべての会場で売り切れとなった。結果として吉川は1本のキャンセルもなく同ツアーを完遂し、ツアーファイナルとなった国営昭和記念公園公演では約4万人を動員した。
ツアー中の4月23日には5枚目のシングル「にくまれそうなNEWフェイス」をリリース。同曲はオリコンシングルチャートにおいて最高位第1位の登場週数11回で売り上げ枚数は26.0万枚となった。同曲はTBS系音楽番組『ザ・ベストテン』（1978年 - 1989年）の5月9日放送分において第5位で初登場となり、5月30日放送分において最高位となる第1位を記録、6月27日放送分に至るまで8週連続ランクインとなった。フジテレビ系音楽番組『夜のヒットスタジオDELUXE』（1985年 - 1989年）においては4月17日放送分において同曲を披露した。7月31日から8月11日にかけては「'85 K・KIKKAWA SUMMER ROCK FESTIVAL VS」と題したイベントライブを実施、HOUND DOGやBARBEE BOYS、山下久美子、爆風スランプ、本田恭章などと共演した。9月25日には6枚目のシングル「RAIN-DANCEがきこえる」をリリース。同曲はオリコンシングルチャートにおいて最高位第2位の登場週数11回で売り上げ枚数は17.7万枚となった。同曲は『ザ・ベストテン』の10月10日放送分において第5位で初登場となり、10月24日および10月31日放送分において最高位となる第4位を記録、11月28日放送分に至るまで8週連続ランクインとなった。『夜のヒットスタジオDELUXE』では10月2日放送分および10月30日、11月27日、12月11日放送分において同曲を披露した。11月3日には12インチシングル「Can't you hear the RAIN-DANCE」をリリース。同曲はオリコンシングルチャートにて最高位第5位の登場週数11回で売り上げ枚数は9.6万枚となった。
12月31日にはNHK総合音楽番組『第36回NHK紅白歌合戦』に出演。白組であるにも拘わらず赤い衣装で登場し、ステージ上にシャンパンを撒き散らす行為や演奏終了後にギターに火をつける行為などを行った。この行為により次の出番であった河合奈保子の登場を妨げ、さらにその後ステージに立ったシブがき隊の布川敏和は吉川が使用したオイルで滑り転倒するアクシデントが発生した。当初吉川は同番組への出演を拒否していたが、「お前は渡辺プロだから出なきゃダメなんだ」と説得され、渋々出演を承諾したものの音楽番組への嫌悪感から自らを浮いた存在にするための行為を模索、考えがまとまらないまま本番を迎えてしまったことから前述の行為に及んだと述懐している。極度の興奮状態であったため自身の出番が延びてしまっている感覚もなく、またギターへの引火もジミ・ヘンドリックスを真似て軽く火を付けるつもりが照明の影響で火は見えず、自身も火傷するなどの結果に終わったことを吉川は後に「全部が見事なほど裏目に出た」と述べている。後年、この行為について吉川は抗議行動の意図があったと弁解した上で、「あまりにも稚拙だった」と反省の弁を述べている。また吉川は「決して番組をぶっ壊すつもりはなかったのに、スタッフ、出演者の皆さんにご迷惑をお掛けしてしまった。そのとばっちりで次の出演者の河合奈保子さんに迷惑を掛けたことも大変申し訳なかった」と自著『愚 日本一心』の中で謝罪している。この行為は家族や親族からの怒りを買い、マネージャーは減俸処分となり頭を丸める事態となった。それ以外にもNHK内にて吉川の行為は問題視され、同局には数年間出入り禁止処分となりラジオ番組においても吉川の楽曲は放送されなくなったという。さらに、事前に決定していた翌年NHKで放送された成人式イベントの番組に出演した際は、30分から40分の予定で5曲演奏するところを1曲に減らされ、危険人物と見做されたことから楽屋には私服の刑事が立っていたという。

## 制作、音楽性
本作のレコーディングは1985年秋に開始された。吉川はバイクでレコーディングスタジオと自宅を往復する毎日を送り、時にはスタジオに宿泊することもあったという。本作はプロデューサーである木崎賢治に対し吉川自身が「これはちょっとアーバンをテーマにしたいんだ」と告げ、吉川のディレクションの下で制作が行われた。吉川は本作について「やっと魂が摩天楼に漂着した」と表現し、それまでは希求した方向性とは外れた作品が多かったものの、本作では吉川自身が望んだ作品が制作できたとの感想を述べている。当時の吉川はユーリズミックスから聴き始め徐々にカルトな音楽を聴くようになったことが影響し、本作収録曲である「サイケデリックHIP」はエレクトロニック・ボディ・ミュージックの走りであると吉川は述べている。前作から参加しているベーシストの後藤次利はトリッキーな音楽を好んでいたため、吉川の指向性には好意的な反応を示しており、音にならない部分で活躍していたと吉川は述べている。
本作において吉川はBOØWY所属の布袋寅泰をギタリストとして起用。吉川が初めて布袋と会ったのは1985年頃であり、ギタリストである友人の鈴木賢司が六本木のレコーディング・スタジオに連れてきたのが初顔合わせとなった。布袋は差し入れとしてバーボン・ウイスキーを持参し、吉川は布袋に対して「気が利く人だなと思ったのと、デカッ! っていうのが第一印象」と述べた他、自身より長身の人物にあまり会ったことがない吉川は「上を向いてしゃべるのがちょっと気に喰わなかった」と述べている。その後布袋は度々スタジオを訪れるようになり、複数回のセッションを経て「ちょっとギター、弾いてみる?」と吉川が提案したことから本作への参加が決定した。しかし他の手練れのスタジオ・ミュージシャンの中において布袋は浮いた存在であり、またテンション・コードを多用する後藤の音楽性は布袋のギター・ワークとは全く異なるものであった。後藤の演奏するベースの音には並大抵のギター演奏では対抗できないため、布袋はギターのコードブックまで持ち込んでいたという。吉川はそれが功を奏したと述べており、布袋のギター演奏を「ガキガキしちゃって、ゴリゴリしちゃって」と例えた上で絶賛している。当時の吉川はテレビ出演を極力減らしてコンサートツアーを主体にしていく土台が出来上がった頃であると述べた上で、トータルで自身の色を表現できた初めての作品が本作であると述べている。歌入れに関して吉川は「アクセント状態からはほぼ抜け出てるんじゃないかな」と述べ、当時は吉川自身の意思により一貫して感情を表に出さない歌い方をしていたとも述べている。
吉川は1993年の時点で本作を「今まで出したアルバムの中で一番か二番ってくらい好きなアルバム」と述べており、また本作リリース以降でファン層が著しく変化したことについて「一、二枚目を聴いている人は、こんなの聴かないよね」とも述べている。当時の吉川は「自分の許容範囲でそろそろ自分を動かしていきたい」との思いがあり、デビュー・アルバムの売り上げ枚数が30万枚程度であったが、その売り上げを半分に落としても自身の行動力を増加させたいと考えていた。売り上げ枚数が大きいほど周囲の人物から口を出されることから、売れなくなることで所属事務所を退所できると考え、正攻法から外れた行為ばかりを行っていたと後に述懐している。

## リリース、アートワーク、チャート成績
本作は1986年2月21日にSMSレコードからLPレコードおよびカセットテープ、CDの3形態でリリースされた。本作からは同年1月1日に「キャンドルの瞳」が先行シングルとしてリリースされた他、3月21日に吉川主演第3作となる映画『テイク・イット・イージー』（1986年）の主題歌として使用された「MODERN TIME」、6月21日に12インチシングルとして「NERVOUS VENUS」がリリースされた。本作ではアルバムの先着購入特典として、B2サイズのポスターが進呈された。また本作と前年にリリースされたライブ・ビデオ『'85 JAPAN TOUR FINAL IN 東京昭和記念公園』とシングル「キャンドルの瞳」に付いているKojiマークを切り取り、3枚1組で応募すると、抽選で2000名にB0サイズ・特大ポスターがプレゼントされた。
本作ではアートディレクターとして、吉川自身がジャケット制作に関わっている。本作のジャケットに使用されている写真は、山内順仁が撮影し音楽誌『PATi-PATi』に掲載されたものであり、『PATi-PATi』の協力を得てアルバムジャケットに使用している。同写真は、後に発売された写真集『STAND UP KIKKAWA KOJI FILMOGRAPHY by 14 PHOTOGRAPHERS』（2021年）の表紙に採用されている。音楽情報サイト『OKMusic』にてライターの帆苅智之は、前作までのジャケットがFM情報誌『FM STATION』の表紙を彷彿させるいかにも1980年代のような作風であったのに対し、本作では落ち着いた構成になっていると指摘している。
本作はオリコンアルバムチャートにて、LPレコードおよびカセットテープ、CDのすべてで最高位第1位を獲得、LPレコードは登場週数22回で売り上げ枚数は19.0万枚、カセットテープは登場週数19回で売り上げ本数は10.4万枚、CDは登場週数13回で売り上げ枚数は2.4万枚となり、総合の売り上げ枚数は31.8万枚となった。この結果により、同チャートにて3作連続初登場第1位の記録を達成した。2021年に実施されたねとらぼ調査隊による吉川のアルバム人気ランキングでは第2位となった。
CD盤はその後1998年6月10日にポリドール・レコードから再リリースされたほか、2007年3月14日には紙ジャケット仕様にてユニバーサルミュージックから再リリースされた。2014年4月23日には24bitデジタル・リマスタリングされたSHM-CD仕様にてワーナーミュージック・ジャパンから再リリースされた。2014年5月28日にはCD-BOX『Complete Album Box』に収録される形で紙ジャケット仕様のデジタル・リマスタリング盤として再リリースされた。

## プロモーション、ツアー
本作からシングルカットされた「キャンドルの瞳」は『ザ・ベストテン』の1月16日放送分において第9位で初登場となり、1月30日放送分において最高位となる第3位を記録、2月13日放送分に至るまで5週連続ランクインとなった。『夜のヒットスタジオDELUXE』において本作収録曲が披露されたのは、1月8日および2月12日放送分において「キャンドルの瞳」、3月19日および4月23日放送分において「MODERN TIME」、6月11日および7月9日放送分において「NERVOUS VENUS」、8月6日放送分において「サイケデリックHIP」となった。
本作リリース後の同年4月27日の西武球場公演を皮切りに、5月5日の小戸トワイライトゾーン公演まで「K.KIKKAWA "休日のSATISFICTION=FAKE"」と題したコンサートツアーを4都市全4公演実施した。本作を受けたコンサートツアーは「DRASTIC MODERN TIME TOUR」と題し、1986年5月18日の平市民会館公演を皮切りに、8月21日の中野サンプラザ ホール公演まで37都市全52公演が実施された。しかしシングルヒット曲の減少によりテレビ番組出演も減少し、アルバム・アーティストとしての方向性を目指していたことなどが影響し、前年のツアーよりも動員数は減少することとなった。

## 批評
| 専門評論家によるレビュー | 専門評論家によるレビュー |
| レビュー・スコア         | レビュー・スコア         |
| 出典                     | 評価                     |
| ------------------------ | ------------------------ |
| CDジャーナル             | 肯定的                   |
| OKMusic                  | 肯定的                   |

批評家たちからは本作のサウンドに関して肯定的な意見が挙げられている。音楽情報サイト『CDジャーナル』では、吉川について「ファッションもお化粧も目いっぱいキメまくり、カッコ良さが売り物」と表現した上で、全10曲の内4曲が吉川の制作曲であることを意欲が高いと評価、さらに最先端のコンピュータ・サウンドが取り入れられたことに関して「このアルバムからは水準の高さが十分感じとれる」と肯定的に評価した。音楽情報サイト『OKMusic』にて帆苅は、当時アイドルとして認知されていた吉川が所属事務所やレコード会社の移籍などもなく、話題作りのためのアーティスト宣言などもないままに自身で楽曲を制作するようになったことについて「これは意外と見逃せない事実だ」と述べており、若手の歌手が自作自演を行えるということを内外に示したことが小さくない出来事であると主張した他、同時期にチェッカーズがシングルとしては初の自作曲となった「NANA」（1986年）をリリースしていることが不思議な符号であると述べている。帆苅はヒットした「キャンドルの瞳」よりも「MODERN TIME」の方が普遍性が高いと主張し、「キャンドルの瞳」のシンセサウンドがチープであるのと対照的に「MODERN TIME」は経年劣化を感じないと述べている。また「サイケデリックHIP」に関してはポップな曲ではなく売れ線でもないと主張した上で、当時のポップスと一線を画す楽曲をこの当時にリリースしていたことを称賛、アイドル視されていた吉川が自作自演のみならず先鋭的なサウンドを意欲的に導入していたことについて「インパクトが大きかったばかりか、以降、邦楽シーン全体の視界は広げることにも寄与したのではと想像できる」と称賛した。その他に後に吉川とともにCOMPLEXを結成することになる布袋が本作から参加していることを指摘、後に音楽シーン全体に多大な影響を与えたことに触れた上で、「最も注目しなければならないのは吉川晃司が自ら切り開いてきたアーティストとしての軌跡がそのまま映し出されていることだと思う。過渡期の作品であるが、そうであったからこそ、瑞々しいまでの才能とアグレッシブな姿勢が色濃く出た名盤と言えるだろう」と絶賛した。

## 収録曲
- CDブックレットに記載されたクレジットを参照[34]。

| #         | タイトル               | 作詞      | 作曲      | 編曲      | 時間  |
| --------- | ---------------------- | --------- | --------- | --------- | ----- |
| 1.        | 「Mis Fit」            | 安藤秀樹  | 原田真二  | 後藤次利  | 4:46  |
| 2.        | 「キャンドルの瞳」     | 安藤秀樹  | 原田真二  | 後藤次利  | 3:39  |
| 3.        | 「Modern Time」        | 吉川晃司  | 吉川晃司  | 後藤次利  | 3:39  |
| 4.        | 「MISS COOL」          | 安藤秀樹  | 中島文明  | 後藤次利  | 4:20  |
| 5.        | 「Drive 夜の終わりに」 | 安藤秀樹  | 佐藤健    | 後藤次利  | 5:04  |
| 合計時間: | 合計時間:              | 合計時間: | 合計時間: | 合計時間: | 21:28 |

| #         | タイトル              | 作詞      | 作曲      | 編曲      | 時間  |
| --------- | --------------------- | --------- | --------- | --------- | ----- |
| 6.        | 「選ばれた夜」        | 安藤秀樹  | 原田真二  | 後藤次利  | 4:24  |
| 7.        | 「BODY WINK」         | 安藤秀樹  | 吉川晃司  | 後藤次利  | 5:00  |
| 8.        | 「ナーバス ビーナス」 | 吉川晃司  | 吉川晃司  | 後藤次利  | 4:22  |
| 9.        | 「サイケデリックHIP」 | 吉川晃司  | 吉川晃司  | 後藤次利  | 3:08  |
| 10.       | 「ロスト チャイルド」 | 安藤秀樹  | 安藤秀樹  | 後藤次利  | 5:01  |
| 合計時間: | 合計時間:             | 合計時間: | 合計時間: | 合計時間: | 21:55 |

## スタッフ・クレジット
- CDバックカバーに記載されたクレジットを参照[35]。

### 参加ミュージシャン
- 後藤次利 – ベース
- 山木秀夫 – ドラムス
- 青山純 – ドラムス
- 富樫春生 – キーボード
- 国吉良一 – キーボード
- 布袋寅泰 – ギター
- 北島健二 – ギター
- 矢口博康 – サックス
- ジェイク・H・コンセプション – サックス
- 松武秀樹 – コンピュータ・プログラム
- 佐藤健 – コーラス
- 安藤秀樹 – コーラス
- 川面博 – コーラス
- 吉川晃司 – ボーカル、コーラス

### 録音スタッフ
- 木崎賢治 – プロデューサー
- 梅鉢康弘（SMSレコード） – プロデューサー
- 川面博（渡辺ミュージック） – ディレクター
- 内沼映二 – エンジニア
- 平瀬公一 – セカンド・エンジニア
- 伊藤隆司 – セカンド・エンジニア
- 後藤昌司 – セカンド・エンジニア
- 三浦瑞生 – セカンド・エンジニア

### 制作スタッフ
- 河村厳生 – アーティスト・マネージメント
- かんざきまさお – アーティスト・マネージメント
- PATi PATi – スペシャル・サンクス

### 美術スタッフ
- 吉川晃司 – アートディレクター
- かわぐちあきよし – デザイナー
- 山内順仁 – 写真撮影

## チャート
| チャート         | 最高順位 | 登場週数 | 売上数   | 規格 | 出典  |
| ---------------- | -------- | -------- | -------- | ---- | ----- |
| 日本（オリコン） | 1位      | 22回     | 19.0万枚 | LP   | [ 3 ] |
| 日本（オリコン） | 1位      | 19回     | 10.4万枚 | CT   |       |
| 日本（オリコン） | 1位      | 13回     | 2.4万枚  | CD   |       |

## リリース日一覧
| No. | リリース日    | レーベル                       | 規格   | カタログ番号 | 備考                                                                                | 出典          |
| --- | ------------- | ------------------------------ | ------ | ------------ | ----------------------------------------------------------------------------------- | ------------- |
| 1   | 1986年2月21日 | SMSレコード                    | LP     | SM28-5424    |                                                                                     | [ 3 ]         |
| 2   | 1986年2月21日 | SMSレコード                    | CT     | CM28-5424    |                                                                                     |               |
| 3   | 1986年2月21日 | SMSレコード                    | CD     | MD32-5022    |                                                                                     | [ 33 ]        |
| 4   | 1998年6月10日 | ポリドール                     | CD     | POCH-1703    |                                                                                     | [ 36 ] [ 37 ] |
| 5   | 2007年3月14日 | ユニバーサルミュージック       | CD     | UPCY-6340    | 紙ジャケット仕様                                                                    | [ 38 ] [ 39 ] |
| 6   | 2012年10月1日 | ポリドールK.K.                 | AAC-LC | -            | デジタル・ダウンロード                                                              | [ 40 ]        |
| 7   | 2014年4月23日 | ワーナーミュージック・ジャパン | SHM-CD | WPCL-11807   | 最新24bitデジタルリマスタリング                                                     | [ 41 ] [ 42 ] |
| 8   | 2014年5月28日 | ワーナーミュージック・ジャパン | SHM-CD | WPCL-11904   | CD-BOX『Complete Album Box』収録、紙ジャケット仕様、最新24bitデジタルリマスタリング | [ 43 ] [ 44 ] |
| 9   | 2025年1月22日 | ユニバーサルミュージック       | SHM-CD | UPCY-8032    | 40周年記念 2024年最新リマスタリング・紙ジャケット仕様 CD(SHM-CD)                    | [ 45 ]        |